# Guns and Horses
Guns and Horses è un singolo della cantante britannica Ellie Goulding, pubblicato il 17 maggio 2010 in Gran Bretagna sotto l'etichetta Polydor Records. È il terzo singolo estratto dall'album di debutto dell'artista Lights.
Del singolo è stato anche realizzato un video, pubblicato il 12 aprile 2010. Il brano è entrato nella classifica dei singoli britannici alla posizione numero 71 già tre settimane prima della sua pubblicazione ufficiale, e durante la settimana del 10 maggio aveva già raggiunto la posizione numero 43.

## Descrizione
Quando le è stato chiesto in un'intervista di Sky Songs cosa riguardasse la canzone, Ellie Goulding ha detto: "Ho scritto "Guns and Horses" basandomi su una storia d'amore nata online, da qui la parte "you found me, at a screen you sit at permanently". Volevo che quel ragazzo provasse di più nei miei confronti ma purtroppo così non fece. Essenzialmente, è una canzone sulla frustrazione. Il mio produttore, Starsmith, mi ha fatto ridere alla fine, ma non posso dire il motivo."

## Tracce
Download digitale
1. Guns and Horses (Radio Edit) – 3:34
2. Guns and Horses (Neo Tokyo Remix) – 5:05
3. Guns and Horses (Jezebel Remix) – 4:22

CD singolo
1. Guns and Horses (Radio Edit) – 3:34
2. Guns and Horses (Neo Tokyo Remix) – 5:05
3. Guns and Horses (Jezebel Remix) – 4:22

## Classifiche
| Classifica (2010) | Posizione massima |
| ----------------- | ----------------- |
| Estonia           | 40                |
| Regno Unito       | 26                |